# Segundo Consistório Ordinário Público de 1929
Antes deste consistório, o correspondente do New York Times Arnaldo Coresi especulou se Pio iria restaurar uma maioria italiana no Colégio de Cardeais em deferência à sensibilidade italiana após a ratificação do Tratado de Latrão entre a Itália e a Santa Sé no início do ano em que a eleição de um papa não italiano pode perturbar. O argumento contrário era que criar uma maioria não-italiana no Colégio demonstraria a independência papal e acalmaria o receio de que o Tratado desse à Itália influência indevida nos assuntos da Igreja. Pio dividiu suas nomeações uniformemente: três da Itália e um da França, Irlanda e Portugal. O consistório deixou os italianos em minoria, com 30 dos 63 membros.

## Cardeais Eleitores
| Nº                 | País                 | Nome                       | Idade              | Cargo                         | Título ou Diaconia                             |
| Cardeais eleitores | Cardeais eleitores   | Cardeais eleitores         | Cardeais eleitores | Cardeais eleitores            | Cardeais eleitores                             |
| ------------------ | -------------------- | -------------------------- | ------------------ | ----------------------------- | ---------------------------------------------- |
| 1                  | Portugal             | Manuel Gonçalves Cerejeira | 41                 | Patriarca de Lisboa           | Cardeal-presbítero de Santos Marcelino e Pedro |
| 2                  | Itália               | Eugenio Pacelli            | 53                 | Núncio Apostólico na Alemanha | Cardeal-presbítero de São João e São Paulo     |
| 3                  | Itália               | Luigi Lavitrano            | 55                 | Arcebispo de Palermo          | Cardeal-presbítero de São Silvestre em Capite  |
| 4                  | Itália               | Carlo Minoretti            | 68                 | Arcebispo de Gênova           | Cardeal-presbítero de Santo Eusébio            |
| 5                  | República da Irlanda | Joseph MacRory             | 68                 | Arcebispo de Armagh           | Cardeal-presbítero de São João na Porta Latina |
| 6                  | França               | Jean Verdier, P.S.S.       | 65                 | Arcebispo de Paris            | Cardeal-presbítero de Santa Balbina            |

## Link Externo
- «Catholic Hierarchy» (em inglês)